# Сабор у Сен Феликсу
Сабор у Сен Феликсу (данас Saint-Félix-Lauragais) је одржан 1167. године у дворцу "Felix de Caraman" и на њему се одлучивало о територијалном разграничењу катарских цркви. Сабору, који представља значајну тачку у развоју европског хетеродоксног хришћанства, присуствују бројни представници катарских заједница Лангдока, Ломбардије, Француске и Каталоније, а њиме председава отац Никита, богумилски поглавар Константинопоља.
Никита, као припадник Драговићког реда, том приликом заређује катарске старешине, врши consolamentum (духовно крштење) и потврђује земаљска седишта присутних катарских старешина:
1. Robert d'Espernon, старешина Француске (данашње северне Француске)
2. Sicard Cellarier, старешина Албе
3. Mark, старешина Ломбардије (данашње Италије)
4. Bernard Raymond, старешина Тулуза
5. Gerald Mercier, старешина Каркасона
6. Raymond de Casals, старешина Ажана

Никита је такође посаветовао сабор да се, попут седам цркава Азије, не мешају једни другима у независност, јер то не чине ни богумилске општине, и то ни катарске општине не смеју чинити. У документима сабора се помиње пет првобитних цркви истока, које служе као узор француским црквама: 
1. Ecclesia Romana (Ромејска црква у Константинопољу)
2. Ecclesia Dragovitia (Драговичка црква)
3. Ecclesia Melenguia (црква словенског племена Милинги на Пелепонезу)
4. Ecclesia Bulgaria (Бугарска црква) и
5. Ecclesia Dalmatiae (црква Далмације).[2]